# Ascutney, Vermont
Ascutney, Vermont (енгл. Ascutney) насељено је место без административног статуса у америчкој савезној држави Вермонт.

## Демографија
По попису из 2010. године број становника је 540.
| Група             | 2000.    | 2010.       |
| Белци             | 0 (0,0%) | 516 (95,6%) |
| Афроамериканци    | 0 (0,0%) | 0 (0,0%)    |
| Азијати           | 0 (0,0%) | 7 (1,3%)    |
| Хиспаноамериканци | 0 (0,0%) | 8 (1,5%)    |
| Укупно            | 0        | 540         |